# Pirow
Pirow är en ort och kommun i Landkreis Prignitz i delstaten Brandenburg, Tyskland.
Kommunen ingår i kommunalförbundet Amt Putlitz-Berge tillsammans med kommunerna Berge, Gülitz-Reetz, Putlitz och Triglitz. De tidigare kommunerna Bresch och Burow uppgick i Pirow 1 januari 1973 och Hülsebeck 31 december 2001.